# Spilosoma substriata
Spilosoma substriata là một loài bướm đêm thuộc phân họ Arctiinae, họ Erebidae.